# Naarda flavisignata
Naarda flavisignata là một loài bướm đêm thuộc họ Noctuidae.